# Лаллеман, Роже
Роже Лаллеман (фр. Roger Lallemand; 17 января 1932, Кеваукамп, Белёй, провинция Эно, Бельгия — 20 октября 2016, Сен-Жиль, Брюссельский столичный регион, Бельгия) — бельгийский государственный деятель, президент Сената Бельгии (1988).

## Биография
Родился в семье кузнеца.
Выпускник факультета романской филологии и доктор юридических наук Брюссельского свободного университета, во время учебы занимал должность президента студенческого клуба Cercle du Libre Examen. 
Работал адвокатом. Получил известность в качестве защитника Реджиса Дебре, который в 1967 г. был задержан в Боливии за поддержку Че Гевары и либертарианского активиста Роджер Ноэль, также известного как «Бабар», заключенного в тюрьму в Польше за поддержку «Солидарности» (1982). Он также был адвокатом гинеколога Вилли Пирса, арестованного по анонимному доносу в январе 1973 года за аборт молодой женщины 27 лет с психическими расстройствами.
В 1971-1972 гг. занимал пост председателя Конференции молодых адвокатов в Брюсселе. С 1970 по 1973 г. являлся директором Центра социологии и литературы Брюссельского свободного университета. С 1970 по 1973 и с 1994 по 2002 г. входил в состав управляющего совета Брюссельского свободного университета.
Его политическая карьера началась поздно с избранием членом Сената в 1979 г., оставался в составе верхней палаты парламента до 1999 г. С 1985 по 1991 г. возглавлял фракцию социалистов.  В марте-мае 1988 г. занимал должность президента  Сената. По завершении сенатских полномочий ему было присвоено звания почетного президента палаты. 
Как политический деятель выступил соавтором закона о декриминализации абортов в Бельгии и закона от 30 июня 1994 г. об авторском праве и смежных правах.
С 1983 по 2006 г. являлся муниципальным советником Икселя.
В 2002 г. королем Альбертом II ему было присвоено почетное звание государственного министра, хотя он никогда не входил в состав правительства страны. 
В течение многих лет до 2010 г. поочередно занимал пост председателя или заместителя председателя совета директоров Королевского театра Ла Монне.
Являлся почетным доктором Льежского университета и Университета Монса.
Был также членом масонской ложи Les Amis Philanthropes, которая принадлежит Великой ложе «Великий восток Бельгии».
В 2013 г. было установлено, что политик был клиентом швейцарского банка HSBC, который помогал бельгийцам избегать уплаты налогов и скрывать свои активы от налоговых органов.

## Награды и звания
Большой крест ордена Леопольда I (1999). Командор французского ордена Почётного легиона (1991). 
Офицер валлонского ордена «За заслуги» (2012).